# Caroline Weldon
Caroline Weldon, nata Susanna Carolina Faesch (Basilea, 4 dicembre 1844 – Brooklyn, 15 marzo 1921), è stata un'artista e attivista svizzera naturalizzata statunitense.
Attivista della National Indian Defense Association, la Weldon divenne nel tardo XIX secolo confidente e segretaria del leggendario capo Sioux Toro Seduto, nel periodo in cui gli indiani delle pianure aderirono al movimento della danza degli spiriti.

## Biografia

### Gioventù e istruzione
Caroline Weldon nacque nel quartiere di Kleinbasel a Basilea, Svizzera, sotto il nome di Susanna Carolina Faesch, terza figlia di Johann Lukas Faesch e Anna Maria Barbara Marti. Il padre era un ufficiale militare che serviva in un reggimento svizzero in Francia. Nel 1848 la madre incontrò e si innamorò del rivoluzionario tedesco Karl Heinrich Valentiny, un medico esiliato a Basilea, emigrato nel 1850 negli Stati Uniti d'America. Dopo il divorzio dal marito, Anna Maria Barbara Marti emigrò negli Stati Uniti d'America con la figlia più giovane Carolina e si stabilì a New York nel quartiere di Brooklyn, raggiungendo Valentiny, che nel frattempo aprì uno studio medico.
Caroline venne istruita a New York e mostrò grande talento per le lingue straniere e l'arte. Fu anche fortemente influenzata dal patrigno intellettuale. Nel 1865 Caroline, ormai ventunenne, incontrò Bernhard Claudius Schlatter, un medico svizzero originario di Sciaffusa, che sposò l'anno seguente. Il matrimonio fu infelice e senza figli. Nel giugno del 1876 lasciò il marito per un uomo sposato, identificato negli atti del tribunale come Christopher J. Stevenson, con cui visse brevemente in un appartamento affittato a Hoboken. Dalla relazione nacque un figlio, chiamato Christopher "Christie" Weldon. Tuttavia la relazione con Stevenson non durò molto, l'uomo tornò a vivere con la moglie, e Caroline tornò a Brooklyn per vivere con la madre e il patrigno. La fine del suo matrimonio con il dottor Schlatter venne formalmente ufficializzata nel 1883.
Dopo il divorzio continuò a perseguire i suoi interessi nell'arte e si appassionò alla causa dei nativi americani. Lesse sui giornali della lotta per la libertà dei popoli Lakota, Cheyenne e Arapaho contro le forze degli Stati Uniti e la distruzione del 7º Reggimento di Cavalleria degli Stati Uniti sotto il comando di George Armstrong Custer nella battaglia di Little Bighorn.
Dopo aver ereditato del denaro per la morte di sua madre, avvenuta nell'aprile del 1887, Caroline aveva i mezzi per perseguire liberamente i propri interessi e cambiò il suo nome in Caroline Weldon.

### Carriera

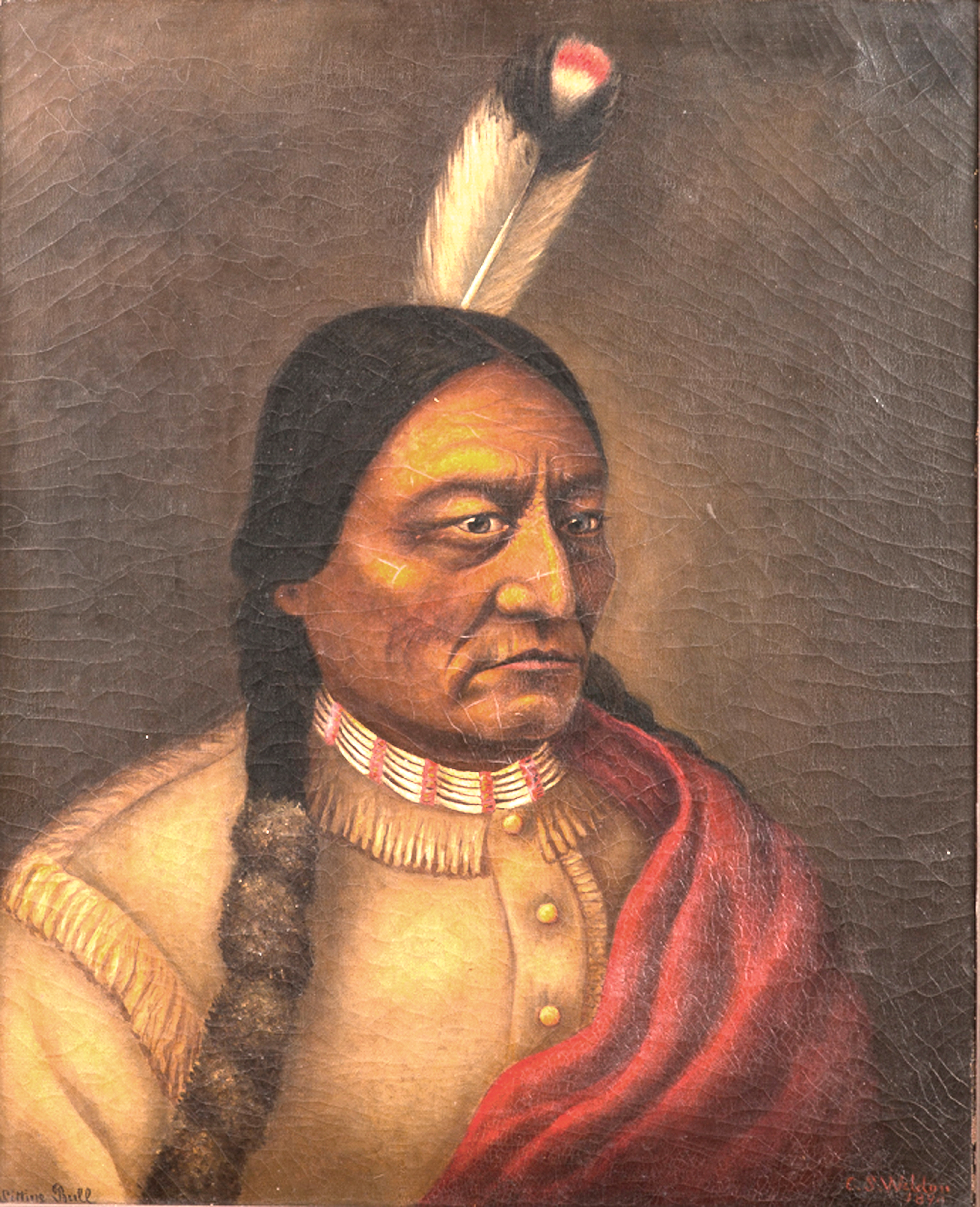
Ritratto di Toro Seduto eseguito da Caroline Weldon, 1890, olio su tela

Nell'estate del 1889 Caroline Weldon viaggiò attraverso il territorio del Dakota per realizzare il suo sogno di vivere tra i Sioux. Si era iscritta alla NIDA, National Indian Defense Association, guidata dal dottor Thomas Bland e sua moglie Cora Bland, e intraprese una missione per aiutare il Sioux nella lotta contro il governo statunitense, che stava utilizzando la legge Dawes per espropriare le loro terre.
In seguito, la Weldon incontrò e strinse amicizia con Toro Seduto,  leader della fazione tradizionalista Sioux, diventando sua segretaria, interprete e avvocato. Si trasferì con il suo giovane figlio Christie nel campo di Toro Seduto presso il Grand River nella riserva indiana Standing Rock. Le sue battaglie e prese di posizione generarono un aperto odio da parte della popolazione bianca vicina, e venne insultata e ridicolizzata dalla stampa nazionale.
Nel 1890 il movimento Danza degli spiriti si diffuse nelle riserve indiane occidentali; Caroline avvertì Toro Seduto che per questo motivo il governo degli Stati Uniti avrebbe potuto arrestarlo e distruggere le sue terre con un intervento militare. Toro Seduto si allontanò da lei e dopo che il figlio si ammalò di sepsi, decise di andarsene. Gli eventi successivi all'assassinio di Toro Seduto e al massacro di Wounded Knee dimostrarono le posizioni della Weldon, generando in lei suo senso di inutilità e fallimento. Suo figlio morì il 19 novembre 1890 vicino a Pierre, sulla strada per raggiungere la loro nuova casa a Kansas City. Visse brevemente in quest'ultima città con il nipote, l'insegnante Friedrich William Schleicher, solo per tornare a Brooklyn qualche anno dopo.
La Weldon dipinse anche quattro ritratti di Toro Seduto. Uno è ora custodito dalla North Dakota Historical Society.

### Morte
La Weldon morì nel suo modesto appartamento, da sola e dimenticata, il 15 marzo 1921. La donna fu ritrovata con ustioni di terzo grado sul viso e sul corpo. Fu sepolta nella tomba di famiglia al Greenwood Cemetery di New York.

### Nella cultura di massa
Il poeta e drammaturgo Derek Walcott si riferisce alla Weldon e alla sua vita nella sua opera The Ghost Dance e nel suo poema epico Omeros.
Il film Woman Walks Ahead, interpretato da Jessica Chastain e diretto da Susanna White, racconta la vita della Weldon tra i Sioux.